# Griseargiolestes griseus
Griseargiolestes griseus là loài chuồn chuồn trong họ Argiolestidae. Loài này được Hagen in Selys mô tả khoa học đầu tiên năm 1862.

## Hình ảnh

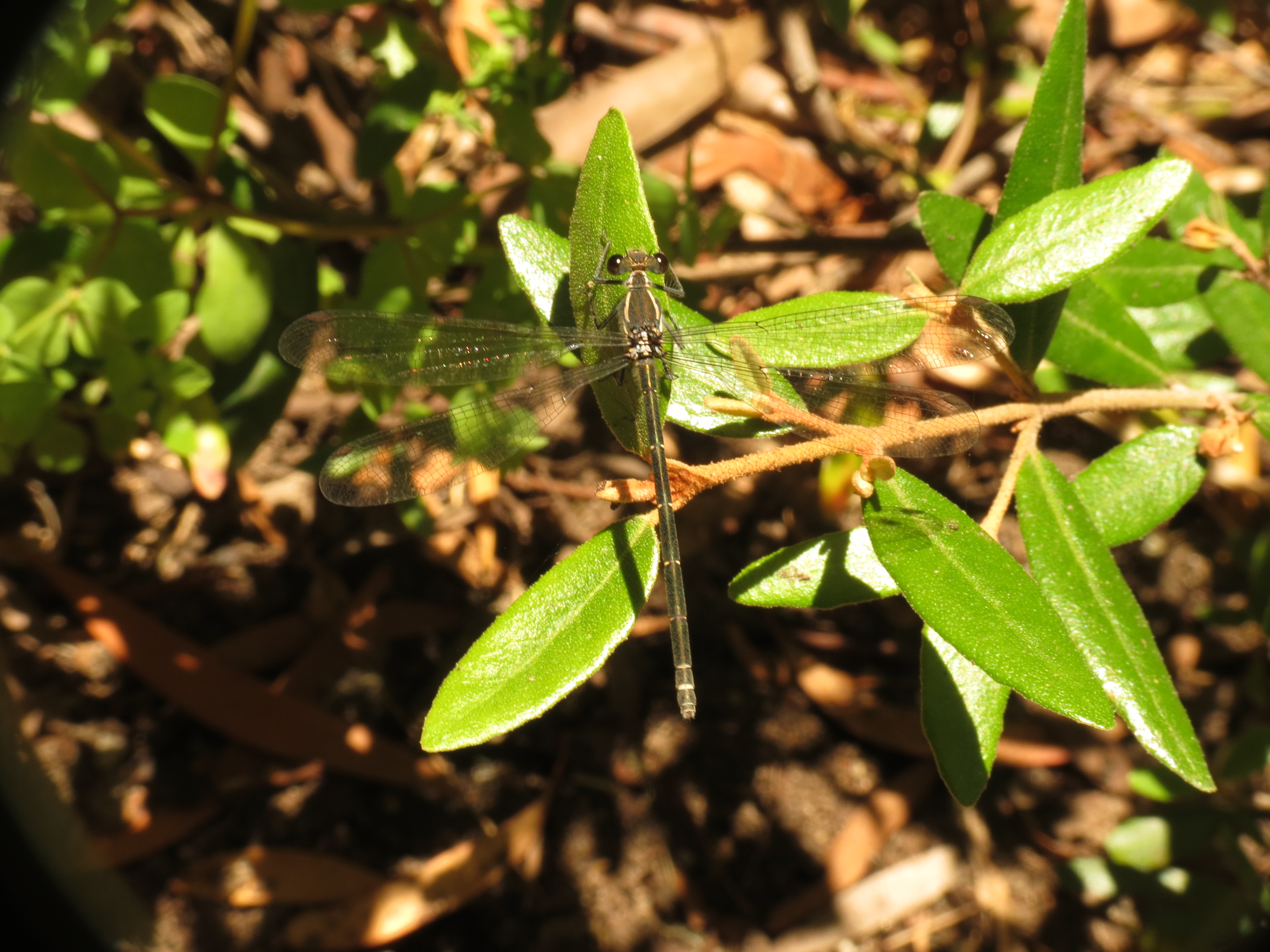
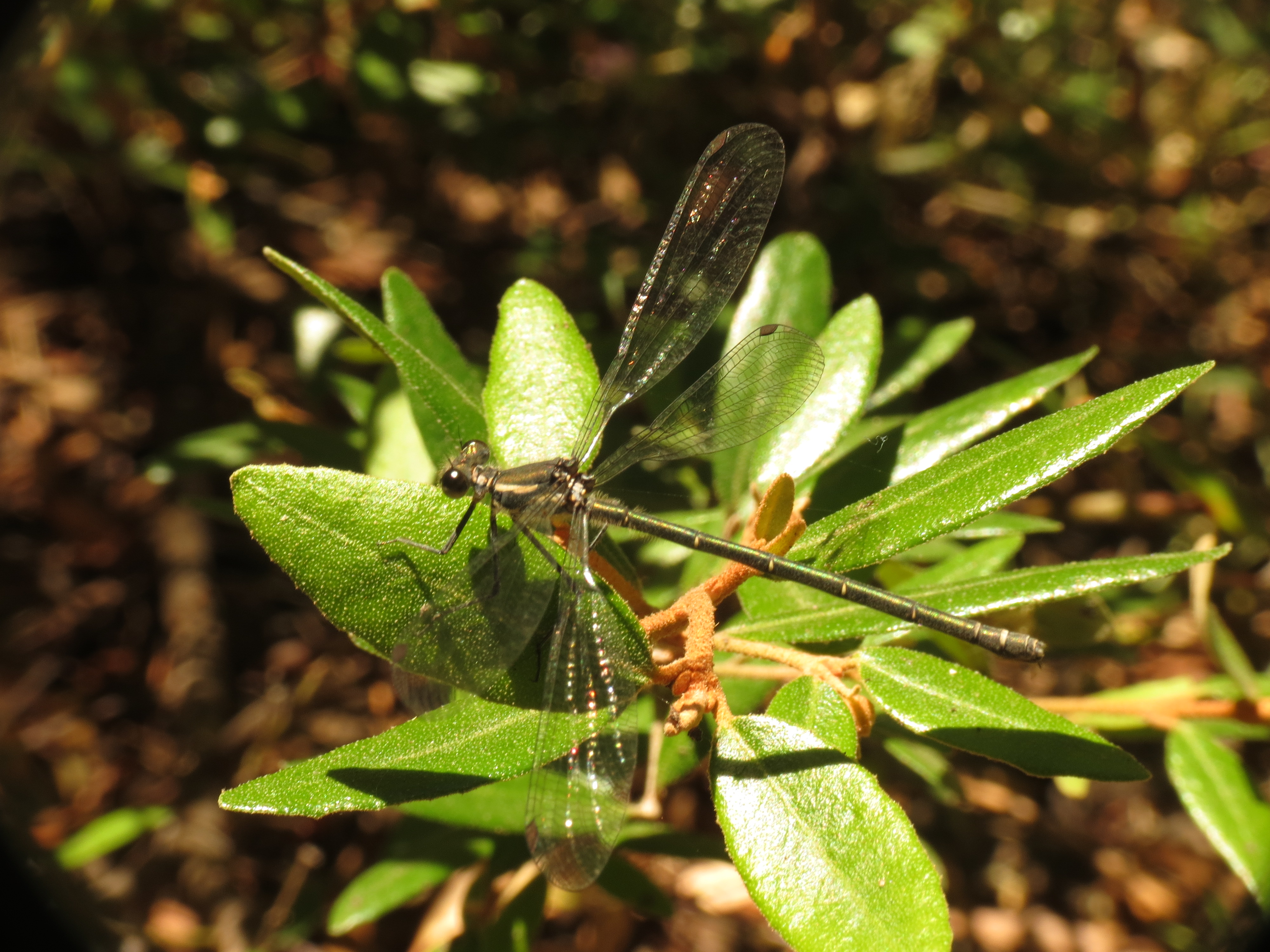
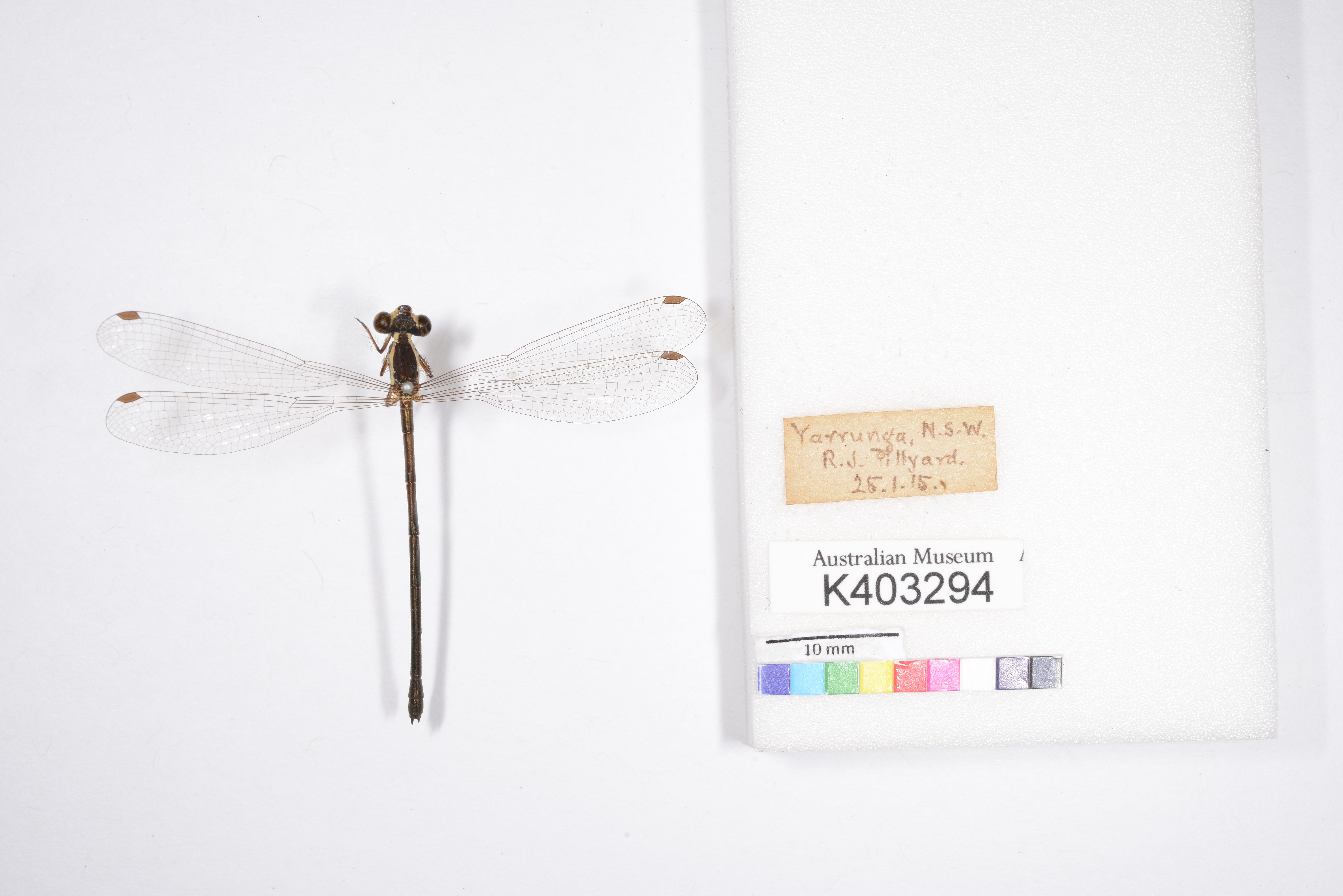
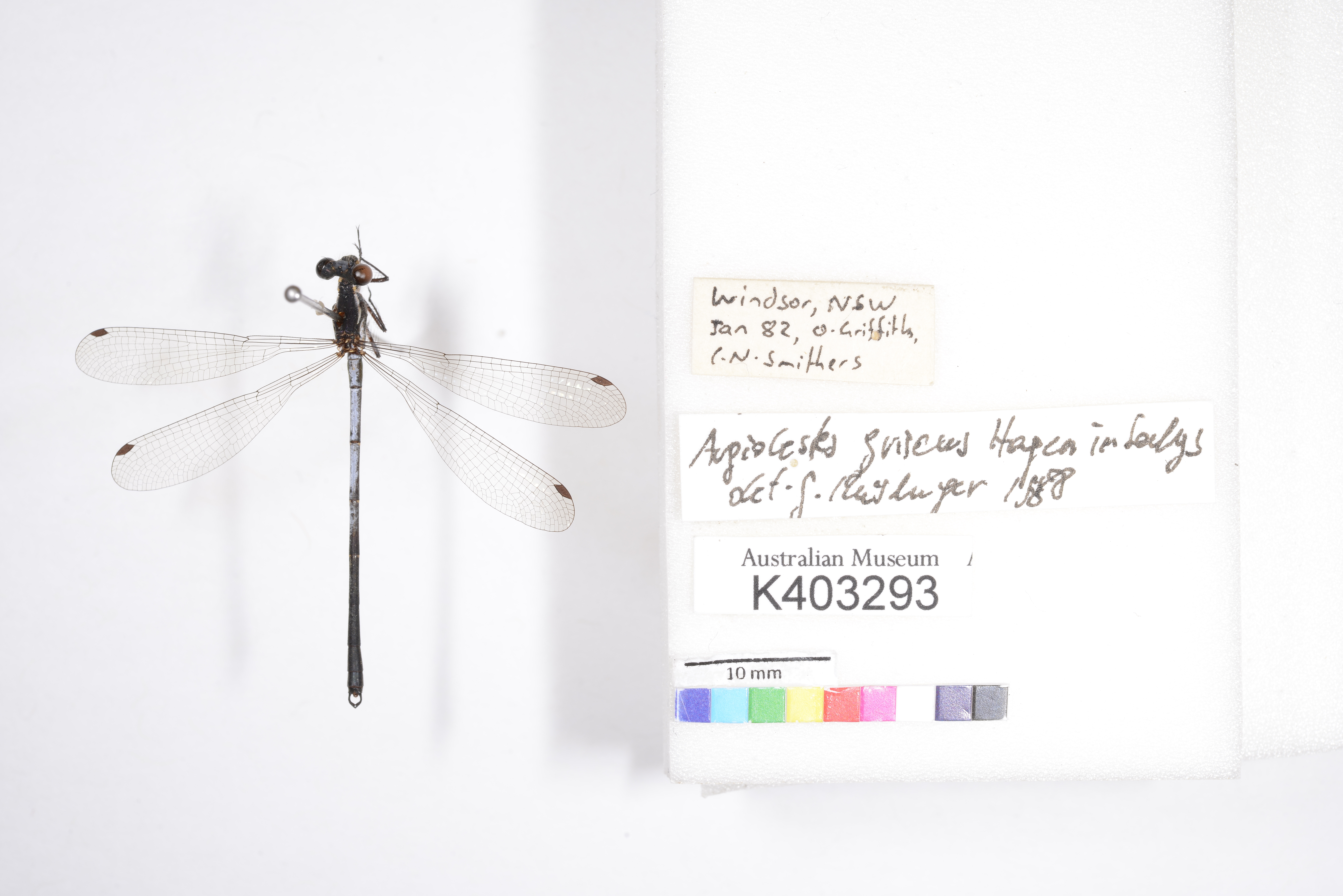